# Yelabuga

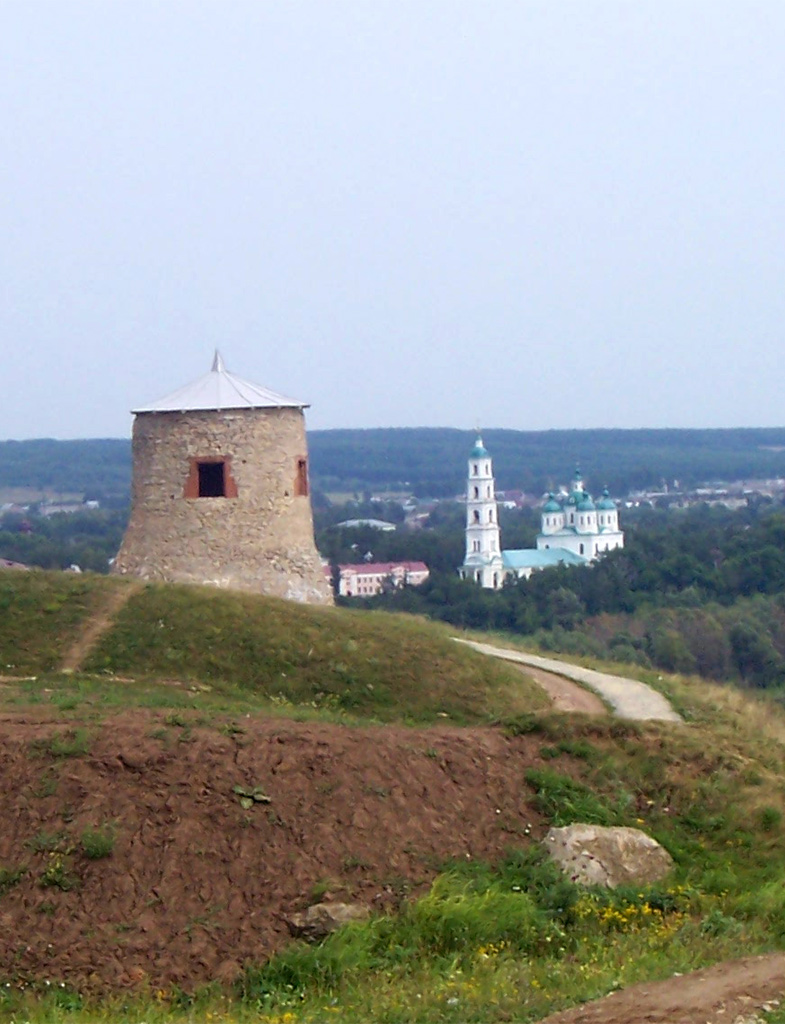
Tháp Quỷ (Şaytan qalası), kiến trúc độc đáo còn sót lại từ Volga Bulgaria

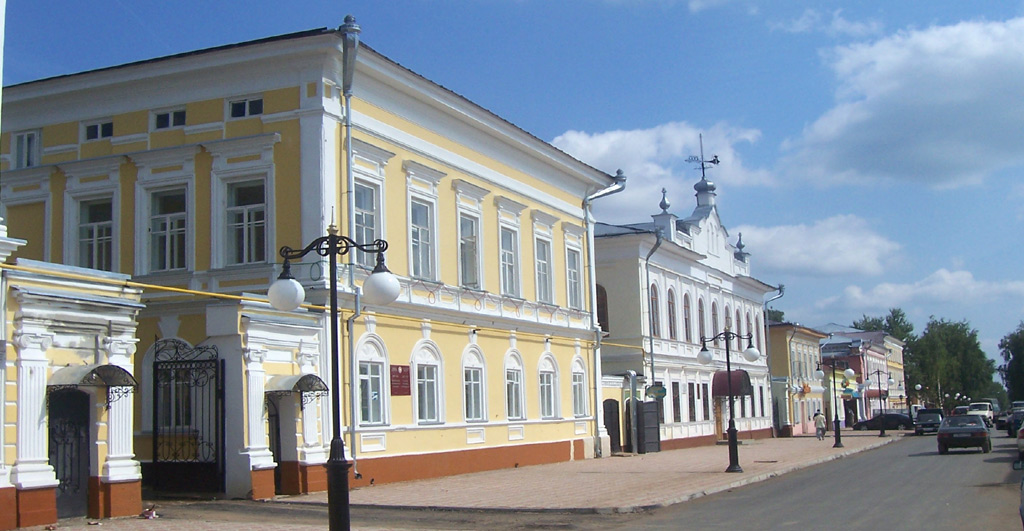
Phố Kazan

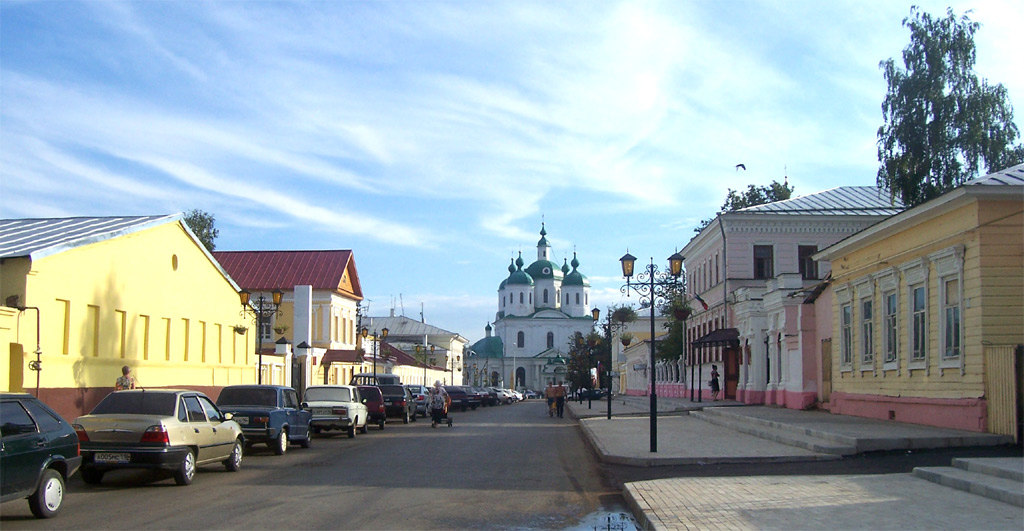
Phố Spasskaya

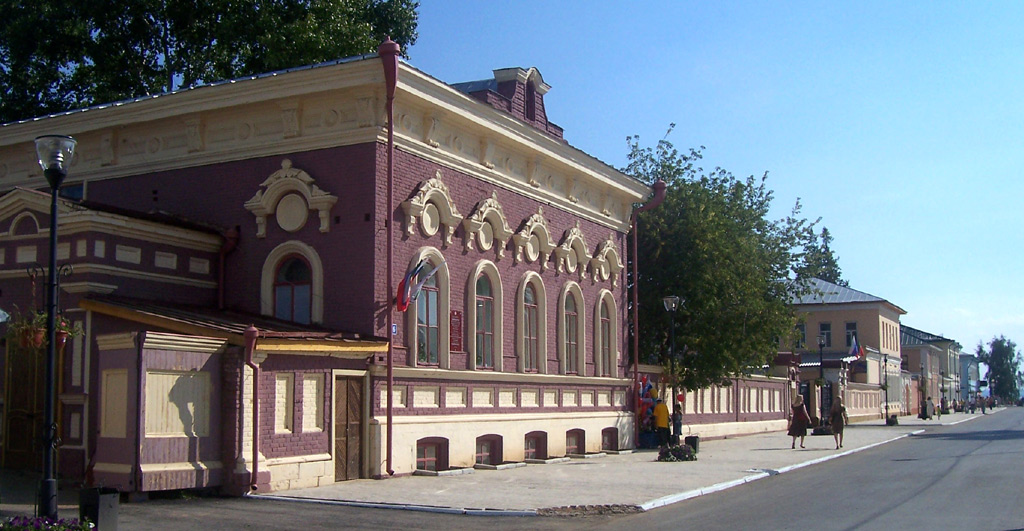
Gassar Markovo

Yelabuga (tiếng Nga: Ела́буга; tiếng Tatar: Алабуга, đã Latinh hoá: Alabuğa, cũng viết Alabuga hay Elabuga là một thành phố Nga, nằm trên bờ phải của sông Kama và 200 km (120 dặm) về phía đông từ Kazan. Thành phố này thuộc chủ thể Cộng hòa Tatarstan. Thành phố có dân số 68.663 người (theo điều tra dân số năm 2002). Đây là thành phố lớn thứ 227 của Nga theo dân số năm 2002. Dân số qua các thời kỳ: 70,750 (Điều tra dân số 2010); 68,663 (Điều tra dân số 2002); 53,537 (Điều tra dân số năm 1989).
Lịch sử của khu định cư có từ thế kỷ 11, khi một lâu đài biên giới Volga Bungary được thiết lập. Lâu đài này sau đó bị bỏ hoang, và còn lại của nó được biết đến như là Şaytan qalası (Shaytan của lâu đài).
Trong nửa cuối của thế kỷ 16, một ngôi làng Nga được thành lập trên cùng một chỗ. Nó được biết đến với ngành công nghiệp dầu mỏ và là nơi sinh của họa sĩ Ivan Shishkin.
Yelabuga nổi tiếng như là nơi nhà thơ Nga Marina Tsvetayeva tự tử vào năm 1941. Nhà thơ được chôn cất tại nghĩa trang, thành phố.
Gần Yelabuga có vườn quốc gia Nizhnyaya Kama.